# Young Turks Club
Young Turks Club（영턱스클럽、ヤング・タークス・クラブ）は、韓国で活動していた男女混成アイドルグループである。

## 略歴
1996年7月に男性2人、女性3人の5人グループ(イム・ソンウン、ソン・ジナ、ハン・ヒョンナム、チ・ジュング、チェ・スンミン)でデビュー。
当時流行だったダンスヒップホップ曲とは一風変わったトロット(韓国演歌)風の曲調とブレイクダンスのミスマッチさ、またソテジワアイドゥルのメンバーであったイ・ジュノが発掘、プロデュースしたことが話題となり　、早々に歌謡番組で1位を獲得するなど注目された。
2集以降から活動ごとにメンバーが諸事情から脱退加入を繰り返し、メンバー構成も3人から5人と目まぐるしく変わる特異さがあった。
8集(2008年)活動後にグループ名をYTCに変更、客員メンバーを迎え入れて3人構成にするなど変化を試みたが表立った活動はなく、2012年から事実上の解散状態である。

## メンバー
- 1集 ： イム・ソンウン、ソン・ジナ、ハン・ヒョンナム、チ・ジュング、チェ・スンミン
- 2集、3集 : ソン・ジナ、ハン・ヒョンナム、チ・ジュング、チェ・スンミン、パク・ソンヒョン
- 4集 : ソン・ジナ、ハン・ヒョンナム、チョン・ヒョンジョン、キム・ドクヒョン、ナム・ヒョンジュン
- 5集 ：ソン・ジナ、ハン・ヒョンナム、チョン・ヒョンジョン
- 6集 ： ソン・ジナ、ハン・ヒョンナム、チ・ジュング、チェ・スンミン、パク・ソンヒョン
- 7集、8集 ： ハン・ヒョンナム、チ・ジュング、チェ・スンミン、パク・ソンヒョン
- デジタルシングル(2011年) ： チェスンミン、パク・ソンヒョン、イ・ミンギョン
- (2018年JTBC「シュガーメン」出演時 ： イム・ソンウン、ハン・ヒョンナム、チェ・スンミン、パク・ソンヒョン、ソン・ジナ)

## ディスコグラフィー

### 正規アルバム
- 1集: 情(정) (1996)
- 2集: 他人(타인)(1997)
- 3集: 白い戦争(하얀전쟁) (1997)
- 4集: ご存知でしょう(아시나요) (1998)
- 5集: From Dawning to Now (2000)
- 6集: Upgrade to No.1 (2002)
- 7集: Rainbow No.7 (2004)
- 8集: Slap Shot (2008)

### シングル
- 言い訳(변명)
- Arise (2011)